# Klasična Grčija
Klasična doba je v grški zgodovini obdobje od grške zmage nad Perzijci (479 pr. n. št.) do smrti Aleksandra Velikega (323 pr. n. št.). Sledi arhaični dobi. "Petdesetletje" (starogrško πεντηκονταετία) na začetku klasične dobe je bilo zlata doba Aten, ki so s svojo Delsko-atiško pomorsko zvezo bile vodilna sila Grčije. Doživele so tudi kulturni razcvet, ki je ponekod pojmovan kot vrhunec grške kulture. Umetnik Fidija je obnovil Atensko akropolo. V grški književnosti je prevladalo atiško narečje.
Porast atenske moči je vodil v neizogiben konflikt s Šparto in Korintom. Spori so z izbruhom Peloponeških vojn (431—404 pr. n. št.) prerasli v spopad, v katerem so bile poražene Atene, vendar je bil uničujoč za celotno Grčijo. Kljub temu kulturni razvoj po vojnah ni izgubil zagona: delovala sta Platon in Aristotel, utemeljitelja zahodne filozofije. Prav tako je še naprej deloval atenski komediograf Aristofan. Klasična Grčija je imela tako neizmeren vpliv na kasnejšo rimsko civilizacijo in na umetnost, znanost ter politično misel današnje zahodne civilizacije.
Šparta po Peloponeških vojnah ni uspela dolgo ohraniti svoje prevlade nad Grčijo. Ponovno je velik vpliv v Grčiji pridobila Perzija. Tudi tebanska hegemonija (371—362 pr. n. št.) se je izkazala za kratkotrajno. Posamezne polis, mestne države, so izgubljale moč in politični pomen. Makedonija, prej obrobna država na severu Grčije, se je pod Filipom II. močno okrepila in z zmago pri Hajroneji 338 pr. n. št. prevzela oblast nad Grčijo. Filipov sin Aleksander Veliki je z uspešnim vojaškim pohodom v letih 334—326 pr. n. št. osvojil celotno Perzijo in s tem postavil temelje helenističnega obdobja, ki je sledilo njegovi smrti.

## 5. stoletje pred našim štetjem
To stoletje se v glavnem proučuje z atenskega vidika, ker so Atene zapustile več zgodb, iger in drugih pisnih del kot druge antične grške države. Z vidika atenske kulturne dediščine v klasični Grčiji je obdobje, ki se običajno sklicuje na 5. stoletje pred našim štetjem, nekoliko seglo v 4. stoletje pred našim štetjem. S tem v zvezi je mogoče sklepati, da se je prvi pomemben dogodek tega stoletja zgodil leta 508 pr. n. št. s padcem zadnjega atenskega tirana in Klejstenovimi reformami. Širši pogled na celoten grški svet bi se lahko začel z jonskim uporom 500 pr. n. št., dogodkom, ki je povzročil prvi perzijski vpad leta 492 pr. n. št. Perzijci so bili poraženi leta 490 pr. n. št. Drugi perzijski vdor leta 481–479 pr. n. št. tudi ni bil uspešen kljub zasedbi večine sodobne Grčije (severno od Korintske ožine) pri ključni točki med vojno po bitki pri Termopilah in bitki pri Artemiziju. Delska zveza se je nato oblikovala pod atensko hegemonijo in kot atensko orodje. Presežki Atencev so povzročili več upora med zavezniškimi mesti, ki so jim ga vsilili sile, vendar je atenska dinamika končno prebudila Šparto in prinesla peloponeško vojno leta 431 pr. n. št. Po obeh vojnah je bilo kratko obdobje miru, potem se je z vojno spet odzvala Šparta. Atene so bile dokončno poražene leta 404 pr. n. št. in notranje atenske razprtije označujejo konec 5. stoletja pred našim štetjem v Grčiji.
Šparta je imela od vsega začetka sistem diarhije (duumvirat, dvovladje). To je pomenilo, da je imela dva kralja, ki sta hkrati vladala. Vladarska položaja sta bila dedna, eden je pripadal agiadski in drugi evropontski dinastiji. Po legendi sta dedni veji teh dveh dinastij izvirali iz Evristena in Prokla, dvojčkov potomcev Herkula. Po trojanski vojni so bili prepričani, da sta Šparto osvojili dve generaciji.

## Atene pod Klejstenom
Leta 510 pr. n. št. je špartanska vojska pomagala Atencem, da so strmoglavili svojega kralja, tirana Hipia, Pejzistratovega sina. Kleomen I., špartanski kralj, je postavil špartansko oligarhijo, ki jo je vodil Izagora. Toda njegov tekmec Klejsten jo je prevzel s podporo srednjega razreda in demokratov. Kleomen je posegel leta 508 in 506 pr. n. št., vendar ni mogel ustaviti Klejstena, ki so ga podprli Atenci. Vsem državljanom so bile s Klejstenovimi reformami zagotovljene enake politične pravice v ustanovah (čeprav so bili državljani le moški) in ustanovljen je bil ostrakizem.
Svoboda govora je bila v demokraciji prvič uvedena v približno 130 demah, ki so postale osnovna državljanska enota. Deset tisoč državljanov je bilo članov eklezije, skupščine (ἐκκλησία, ekklesia), ki jo je vodil svet naključno izbranih 500 državljanov.
Mestna upravna geografija je bila preoblikovana, da bi ustvarili mešane politične skupine: ne bi jih povezovali lokalni interesi, povezani z morjem, mestom ali podeželjem, da njihove odločitve (npr. deklaracija o vojni) ne bi bile odvisne od geografskega položaja. Območje mesta je bilo razdeljeno v 30 tritij (tretjinskih delov):
- 10 tritij v obalni regiji (παρᾰλία, paralia)
- 10 tritij v mestu (ἄστυ,astu),
- 10 tritij na podeželju (μεσογεία, mesogia).

Pleme je sestavljalo tri tritije, naključno izbrane, po eno iz vsake od treh skupin. Vsako pleme je zato vedno delovalo v interesu vseh treh delov.
To je bila vrsta reform, ki so omogočile nastanek širše demokracije v 460-ih in 450-ih letih pr. n. št.

## Perzijske vojne
V Joniji (sodobna egejska obala Turčije) grška mesta, kot sta bili Milet in Halikarnas, niso mogla ohraniti svoje neodvisnosti in so sredi 6. stoletja pred našim štetjem prešla pod vladavino ahemenidskega cesarstva. Leta 499 pr. n. št. so se Grki v jonskem uporu dvignili, Atene in nekatera druga grška mesta pa so poslala pomoč, a so bili hitro poraženi 494 pr. n. št. v bitki pri Ladi. Anatolija se je vrnila pod perzijski nadzor.
Leta 492 pr. n. št. je perzijski general Mardonij vodil vojsko prek Trakije in Makedonije. Zmagal je in si podredil vse po vrsti, [6] toda bil je ranjen in prisiljen, da se je vrnil v Malo Azijo. Poleg tega je flota z okoli 1200 ladjami, ki so spremljale Mardonija na pohodu, uničila nevihta ob obali gore Atos. Kasneje sta generala Artafernes in Datis vodila uspešno pomorsko ekspedicijo proti Egejskim otokom.
V 490 pr. n. št. je Darej Veliki, ki je zatiral jonska mesta, poslal perzijsko floto, da bi kaznoval Grke (zgodovinarji ne vedo, koliko je bilo vojakov, zapisi se razlikujejo od 18.000 do 100.000). Prišli so v Atiko, ker so nameravali zavzeti Atene, a jih je v maratonski bitki premagala grška vojska z 9000 atenskimi hopliti in 1000 Platajci, ki jih je vodil atenski general Miltiad. Perzijska flota je nadaljevala pot v Atene, vendar se je, ko jih je zagledala, odločila, da ne bo poskusila napasti.
Leta 480 pr. n. št. je. Darejev naslednik Kserks I. sem poslal veliko močnejšo silo 300.000 po kopnem s 1207 ladjami v podporo prek dvojnega pontonskega mosta čez Helespont. Ta vojska je zavzela Trakijo, preden se je spustila v Tesalijo in Beocijo, medtem ko je perzijska mornarica ščitila obalo in obnavljala kopenske enote. Grška flota je medtem hitela, da bi blokirala rt Artemizij. Po zamudi Leonidasa I., špartanskega kralja iz dinastije Agiadov, v bitki pri Termopilah (znana bitka, v kateri se je 300 Špartancev spopadlo s celotno perzijsko vojsko), se je Kserks prebil v Atiko in zavzel Atene. Kasnejša bitka za Artemizij je omogočila zajetje Evboje, ki je pod perzijskim nadzorom pripeljala večino celinske Grčije severno od Korintske ožine. Atenci so evakuirali mesto Atene po morju pred Termopilami in pod poveljstvom Temistokla porazili perzijsko floto v bitki pri Salamini.
Leta 483 pr. n. št. v obdobju miru med obema perzijskima vdoroma je bila v Lavrionu (majhno gorsko območje v bližini Aten) odkrita žila srebrove rude, izkopali so ga na stotine talentov in ga uporabili za gradnjo 200 vojaških ladij za boj proti ajginskim piratom. Leto kasneje so Grki pod Špartancem Pavzanijem premagali perzijsko vojsko pri Platajah. Perzijci so se nato začeli umikati iz Grčije in nikoli več niso poskusili napasti.
Atenska flota se je nato obrnila nad Perzijce z Egejskega morja, odločno premagala svojo floto v bitki pod Mikalom. Leta 478 pr. n. št. je flota zajela Bizanc. V tistem času so Atene vključile vse otoške države in nekatere celinske v zavezništvo, imenovano Delsko-atiška pomorska zveza, ker je bila njena zakladnica shranjena na svetem otoku Delos. Špartanci, čeprav so se udeležili vojne, so se pozneje umaknili, s čimer so Atenam omogočili vzpostavitev nesporne pomorske in gospodarske moči.

## Peloponeška vojna

### Izvor Delske in Peloponeške zveze
Leta 431 pr. n. št. se je začela vojna med Atenami in Šparto. To ni bila le vojna med dvema mestoma, temveč med dvema zvezama ali ligama mestnih držav: Delsko zvezo, ki so jo vodile Atene, in Peloponeško zvezo, ki jo je vodila Šparta.

#### Delsko-atiška pomorska zveza
Delsko-atiška pomorska zveza (v nadaljevanju delska zveza) je zrasla zaradi potrebe po sestavi enotne fronte vseh grških mestnih držav proti perzijskemu napadu. Leta 481 pr. n. št. so grške mestne države, vključno s Šparto, organizirale prvi niz "kongresov", na katerih so si prizadevali združiti vse grške mestne države proti nevarnosti drugega perzijskega vdora.  Koalicija, ki je nastala na prvem kongresu, je bila imenovana Helenska zveza in je vključevala Šparto. Perzija je s Kserksom napadla Grčijo septembra 481 pr. n. št., a je atenska mornarica premagala perzijsko. Perzijske kopenske sile so leta 480 pred našim štetjem ovirale mnogo manjše sile 300 Špartancev, 400 Tebancev in 700 moških iz beocijske Tespije v bitki pri Termopilah . Perzijci so Grčijo zapustili leta 479 pr. n. št. po porazu pri Platajah. 
Pri Platajah je bila zadnja bitka s Perzijci, saj po njej nikoli več niso poskušali napasti Grčije. Ko ni bilo več zunanje grožnje, so se pojavile razpoke na združeni fronti helenske zveze . Leta 477 so Atene postale priznane kot vodja koalicije mestnih držav, ki niso vključevale Šparte. Ta koalicija se je srečala in uredila svoj odnos v svetem mestu Delos . Tako je zveza prevzela ime Delska zveza. Njen uradni namen je bil osvoboditi grška mesta, ki so bila še pod Perzijo.  Vse očitnejše je postajalo, da je Delska zveza resnično vodja atenskega imperializma na celotnem Egejskem morju. 

#### Peloponeška (ali Špartanska) zveza
Nastala je tekmovalna koalicija grških mestnih držav okoli Šparte in postala pomembnejša, ker se je zunanja perzijska grožnja umirila. Ta koalicija je znana kot Peloponeška zveza. V nasprotju s Helensko in Delsko zvezo ni bila odgovor na nobeno zunanjo grožnjo: bila je nepremagljivo orodje špartanske politike, katere cilj sta bila varnost Šparte in prevlada Špartancev nad polotokom Peloponez. 
Nastanek zveze je povezan s sporom Šparte in Argosa, drugega mesta na polotoku Peloponez. V 7. stoletju pred n. št. je Argos prevladoval na polotoku. Tudi v začetku 6. stoletja so njegovi prebivalci poskušali nadzorovati severovzhodni del polotoka. Vzpon Šparte v 6. stoletju je povzročil spor z Argosom, vendar pa je z osvajanjem peloponeškega mesta Tegej leta 550 pr. n. št. in poraza Argijcev leta 546 pr. n. št. špartanski nadiral začel segati precej čez meje Lakonije.

### Tridesetletni mir
Ko sta se koaliciji povečali, so nastali različni interesi. Pod vplivom kralja Arhidama II. (Evripontidi iz Šparte od 476 do 427 pr. n. št.) je Šparta v poznem poletju ali zgodnji jeseni leta 446 pr. n. št. podpisala tridesetletni mir z Atenami. Ta pogodba je začela veljati naslednjo zimo leta 445 pr. n. št.  V skladu s to pogodbo je bila Grčija uradno razdeljena na dve veliki močni območji. Državi Šparta in Atene sta se strinjali, da ostaneta v lastnem močnem pasu in se ne vmešavata v druge. Kljub tridesetletnemu miru je bilo jasno, da je vojna neizogibna. Šparta je bila do 221 pr. n. št. diarhija z dvema kraljema, ki sta hkrati vladala mestni državi. Ena veja dednih kraljev je bila iz dinastije Evropontidov, medtem ko je bil drugi kralj iz dinastije Agiadov. S podpisom tridesetletne mirovne pogodbe je Arhidam II. uspešno preprečil, da bi se Šparta zapletla v vojno s svojimi sosedi. Toda ko je zmagala močna vojaška stranka, je bil leta 431 pr. n. št. Arhidam prisiljen v vojno z Delsko zvezo. Ko je 427 pr. n. št. Arhidam II. umrl, je zavladal njegov sin Agis II.  

### Vzroki za peloponeško vojno
Neposredni vzroki za peloponeško vojno se razlikujejo od zapisa do zapisa. Najverjetnejši so trije vzroki, ki sta jih navajala starodavna zgodovinarja Tukidid in Plutarh. Pred vojno sta Korint in ena njegovih kolonij, Korkira (današnji Krf), začela  leta 435 pr. n. št. vojno, da bi si pridobila novo korkirsko kolonijo Epidamnos. Šparta se ni hotela vplesti v spor in je pozvala k njegovi rešitvi. Leta 433 pr. n. št. si je Korkira prizadevala za atensko pomoč. Znano je, da je bil Korint star sovražnik Aten. Da bi Korkira spodbudila Atene, da bi se vmešale v spor, je poudarjala, kako koristni bi bili prijateljski odnosi, če se upošteva strateška lega same Korkire in kolonije Epidamnos na vzhodni obali Jadranskega morja. Poleg tega je Korkira obljubila, da bi Atene lahko uporabljale njihovo mornarico, tretjo največjo v Grčiji. To je bila preveč dobra ponudba, da bi Atene zavrnile ponudbo in so podpisale obrambno zavezništvo s Korkiro.
Naslednje leto, leta 432 pr. n. št., so se Korint in Atene prerekale zaradi nadzora nad Potejdajo (v bližini današnje Nove Potejdaje), kar je sčasoma povzročilo, da so Atenci začeli oblegati Potejdajo. Od leta 434 do 433 pr. n. št. so Atene izdale Megarski ukaz, vrsto odlokov z gospodarskimi sankcijami za Megaro. Peloponeška zveza je obtožila Atene, da je s temi ukrepi kršila tridesetletni mir, zato je Šparta uradno napovedala vojno Atenam.
Mnogi zgodovinarji menijo, da so to le neposredni vzroki za vojno. Temeljni vzrok je bil verjetno naraščajoča zamera Šparte in njenih zaveznikov nad prevlado Aten nad grškimi zadevami. Vojna je trajala 27 let, deloma zato, ker so se Atene (pomorske sile) in Šparta (kopenske vojaške sile) težko spopadale med seboj.

## 4. stoletje pred našim štetjem
Po končani peloponeški vojni je Šparta postala gospodarica Grčije, vendar pa se ta vloga ni skladala z ozkim gledanjem elite špartanske vojske.  V nekaj letih je demokratična stranka ponovno dobila moč v Atenah in v drugih mestih. Leta 395 pr. n. št. so vladarji odstranili Lizandra, Šparta pa je izgubila pomorsko nadvlado. Atene, Argos, Tebe in Korint, zadnji dve špartanski zaveznici, sta izpodbijali prevlado Šparte v korintski vojni, ki se je končala 387 pr. n. št. Istega leta je Šparta šokirala Grke tako, da je s Perzijo sklenila Antalkidov mir. Sporazum je zajemal grška mesta Jonije in Cipra, ki so prestopila po sto letih grških zmag k Perziji. Šparta je nato poskušala še bolj oslabiti moč Teb, kar je pripeljalo do vojne, v kateri so se Tebe povezale s svojim starim sovražnikom Atenami.
Tebanska generala Epaminondas in Pelopidas sta zmagala pri Levktri (371 pr. n. št.). Končala se je špartanska nadvlada in začela se je prevlada Teb, vendar so si Atene povrnile veliko svoje nekdanje moči, tako da je bila prevlada Teb kratka. S smrtjo Epaminonda v Mantineji (362 pr. n. št.) je mesto izgubilo največjega voditelja, njegovi nasledniki pa so začeli neučinkovito desetletno vojno s Fokido (antična regija). Leta 346 pr. n. št. so Tebanci prosili Filipa II. Makedonskega, da bi jim pomagal v boju proti Fokidi, tako da so se Makedonci prvič vmešali v grške zadeve. 
Peloponeška vojna je bila radikalna prelomnica za grški svet. Pred 403 pr. n. št. so bile razmere jasnejše z Atenami in njenimi zavezniki (območje prevlade in stabilnosti z mnogimi otoškimi mesti, ki so uživala pomorsko zaščito Aten) ter drugimi državami zunaj velike atenske države. Viri to atensko nadvlado prikazujejo kot zatiralsko in neugodno.
Po letu 403 pr. n. št. so stvari postale bolj zapletene. Številna mesta so poskušala ustvariti podobne države, ki bi vladale drugim, a so bile kratkotrajne. Prvi od teh preobratov je Atenam že leta 390 pr. n. št. omogočil, da so se ponovno uveljavile kot glavna oblast, a niso ponovno dosegle svoje nekdanje slave.

### Padec Šparte
Šparta je bila močna država, a kratkotrajna. Leta 405 pr. n. št. so bili Špartanci gospodarji vseh atenskih zaveznikov in samih Aten, njihova moč je bila nepojmljiva. Do konca stoletja pa niso mogli braniti niti svojega mesta. 

#### Ustanovitev špartanske države
Vprašanje, kako reorganizirati atensko državo kot del špartanske, je spodbudilo vročo razpravo med državljani Šparte. Admiral Lizander se je zavedal, da bi jo morali Špartanci obnoviti tako, da bi imela Šparta koristi od tega. Lizander je bil preveč ponosen, da bi poslušal nasvete drugih. [42] Špartanski zakon je pred tem zasebnikom prepovedal uporabo vseh plemenitih kovin, pri čemer so transakcije potekale s težkimi železnimi ingoti (ki običajno odvračajo od kopičenja) in vse plemenite kovine so postale državna last. Brez podpore Špartancev so Lizandrove novosti začele veljati in mu prinesle veliko dobička, na Samosu so na primer prirejali festivale, ki so se imenovali lizandrski.
Špartanci ga niso marali, niti njegovih naslednikov. Po letu 403 pr. n. št. niso več podpirali njegovih ukazov.
Agezilaj je prišel na oblast po nesreči v začetku 4. stoletja pred našim štetjem. V nasprotju z drugimi kralji iz Šparte je imel špartansko izobrazbo. Špartanci so odkrili zaroto proti zakonom mesta, ki jo je izvedel Kinadon, in ugotovili, da je država v veliki nevarnosti.
Agezilaj je bil dober politik, velik domoljub, pogumen vojskovodja, uspešen je bil v boju proti Perzijcem. Perzijci so igrali na dve strani, podprli so Šparto pri obnovi mornarice, hkrati pa financirali Atence, ki so uporabljali perzijsko denarno pomoč za obnovo svojih dolgih zidov (uničenih leta 404 pr. n. št.) ter obnovitev flote, tako da so dosegli številne zmage.
V večini prvih let svojega vladanja se je Agezilaj boril proti Perziji v Egejskem morju in v Mali Aziji. Leta 394 pr. n. št. pa je špartanska oblast odredila, naj se vrne v celinsko Grčijo. Medtem ko je imel Agezilaj velik del vojske v Mali Aziji, so špartanske sile, ki so varovale domovino, napadle koalicijske sile pod vodstvom Korinta. V bitki pri Haliartu so Špartance porazile sile Teb. Še huje, Lizander, glavni vojaški vodja Šparte, je bil med bitko ubit. To je bil začetek korintske vojne (395–387 pr. n. št.). Po teh dogodkih je Agezilaj prišel iz Male Azije nazaj čez Helespont, Trakijo nazaj proti Grčiji. V bitki pri Koroneji sta Agezilaj in njegova špartanska vojska premagala Tebe. Med vojno je Korint podpiral koalicijo tradicionalnih špartanskih sovražnikov: Argos, Atene in Tebe. Ko je vojna postala gverilska, je Šparta ugotovila, da se ne more boriti na dveh frontah in se je zato odločila za zavezništvo s Perzijo. Dolga korintska vojna se je  končala z Antalkidovim mirom, po katerem je kralj Perzije Artakserks II. sklenil pogodbo miru z različnimi mestnimi grškimi državami, s čimer so razpadle vse zveze. Čeprav so nekatere mestne države to imele za neodvisnost, je bil učinek enostranske pogodbe zelo ugoden za perzijsko cesarstvo. 
Korintska vojna je pokazala dinamiko v Grčiji. Medtem ko so se Atene in Šparta medsebojno izčrpavale, so Tebe dosegle prevladujoč položaj med različnimi grškimi mestnimi državami.

#### Antalkidov mir
Leta 387 pr. n. št. je perzijski kralj izdal ukaz, po katerem so se ohranili grška mesta Male Azije in Ciper ter neodvisnost grških egejskih mest, razen mest Limnos, Imbros in Skiros, ki so pripadla Atenam.  Razdrl je obstoječe zveze in prepovedal oblikovanje novih. Medtem ko je bil Artakserks II. porok miru, je bila Šparta zastopnica Perzije pri uveljavljanju miru. Za Perzijce je ta dokument znan kot kraljev mir, za Grke pa kot Antalkidov mir, po Antalkidu, ki je bil kot pogajalec poslan v Perzijo. Šparta je bila zaskrbljena zaradi razvoja tesnejših vezi med Atenami in Perzijo.

#### Špartansko posredovanje
Po drugi strani pa je ta mir prinesel nepričakovane posledice. V skladu z njim je bila leta 386 pr. n. št. razpuščena Beocijska zveza ali konfederacija, v kateri so prevladovale Tebe, mesto, ki je bilo sovražno za špartansko hegemonijo. Šparta je obsežno posredovala v Epiru in na severu Grčije, kar je povzročilo zajetje tebanske trdnjave Kadmeje po vojnem pohodu na Halkidiki in zajetju Olinta. Bil je tebanski politik, ki je predlagal špartanskemu generalu Fojbidu, naj Šparta sama osvoji Tebe. Napad Špartancev je bil uspešen in Tebe so bile pod nadzorom.

#### Spopad s Tebami
Leta 378 pr. n. št. je špartanski nadzor prekinila ljudska vstaja v Tebah. Drugod v Grčiji so se špartanski hegemoniji uprli, ko je Sfodrias, drugi špartanski general, poskušal nepričakovano napasti Pirej. Zaradi tega je moral na sodišče, ki pa ga je oprostilo. Poskus napada je sprožil povezavo med Atenami in Tebami. Naraščajoči duh upora proti Šparti je prav tako spodbudil Tebe, da so poskusili obnoviti nekdanjo beocijsko konfederacijo. V Beociji sta voditelja Tebancev Pelopidas in Epaminondas reorganizirala vojsko in začela osvobajati mesta špartanskih vojakov in ta mesta vključila v oživljeno zvezo. Pelopidas je zmagal v bitki pri Tegiri leta 375 pr. n. št. proti veliko večji špartanski vojski.
Atene so ponovno začele utrjevati svoj položaj z ustanovitvijo druge atenske zveze. Pozornost je bila usmerjena na rastočo moč Teb, ko je začela posegati v politične zadeve sosede Fokide in še posebej, ko so Tebe leta 375 pr. n. št. razrušile mesto Plataje, dolgoletnega zaveznika Aten. Uničenje Plataj je Atene spodbudilo, da so se istega leta pogajale o zavezništvu s Šparto proti Tebam. Leta 371 je tebanska vojska, ki jo je vodil Epaminondas, krvavo porazila špartanske sile v bitki pri Levktri. Šparta je izgubila velik del svoje vojske, 400 od svojih 2000 vojakov. Ta bitka je bila prelomnica v grški zgodovini. Zmaga Epaminonda je končala dolgo zgodovino špartanskega vojaškega ugleda in prevlade nad Grčijo in obdobja špartanske hegemonije je bilo konec. Niso pa je nadomestile Tebe, ampak Atenci.

### Vzpon Aten

#### Financiranje zveze
Pomembno je bilo izbrisati slabe spomine nekdanje zveze. Njen finančni sistem ni bil sprejet, ne da bi bil plačan prispevek. Namesto tega so uporabili neprave prispevke in ko so Atene in njeni zavezniki potrebovali vojake, zbrane za natančen razlog, so prišli čim prej. Ti prispevki niso bili odvedeni v Atene, v primerjavi s sistemom iz 5. stoletja pred našim štetjem zveza ni imela centralne državne blagajne, temveč so bili namenjeni Atencem.
Atenci so morali sami prispevati k zavezništvu (eisfora). Plačilo so preoblikovali tako, da je bil davek plačan vnaprej, najbogatejši so morali plačati celotno vsoto davka, povrnili so jim ga drugi vplačniki. Ta sistem je bil hitro sprejet v liturgijo (beseda liturgija izhaja iz 
starogrškega izraza λειτουργία, leitourgia, kar pomeni 'delo za ljudstvo', je dobesedni prevod dveh besed litos ergos ali javna storitev. Po izvoru je označeval ponudbo bogatih Grkov ljudem ter s tem polisom in državi).

#### Atenska hegemonija je ustavljena
Ta zveza je nastala zaradi tedanjih zahtev. V osnovi pa se je stanje v primerjavi s 5. stoletjem pr. n. št. bolj malo spremenilo, saj so atenski generali počeli, kar so želeli in lahko dobili sredstva iz zveze. Zavezništvo z Atenami je bilo spet neprijetno in zavezniki so se pritoževali.
Glavni razlogi za morebiten neuspeh so bili strukturni. Ta zveza je bila ustanovljena le iz strahu pred Šparto, ki je po njenem padcu leta 371 pr. n. št. izhlapel, ko je zveza izgubila svoj edini razlog. Atenčani niso imeli več sredstev za izpolnjevanje svojih želja in težko so financirali lastno mornarico, kaj šele celotno zavezništvo. Zato niso mogli ustrezno braniti svojih zaveznikov. Tako je lahko tiran Fera nekaznovano uničil številna mesta. Od leta 360 pr. n. št. so Atene izgubile svoj ugled kot nepremagljive, številni zavezniki (kot sta Bizanc in Naksos v 364 pr. n. št.) so se odločili za odcepitev.
Leta 357 pr. n. št. se je upor proti zvezi širil in med 357 in 355 pr. n. št. so se Atene morale soočiti z vojno proti svojim zaveznikom. Zanjo je bilo odločilno posredovanje perzijskega kralja v obliki ultimata Atenam. Zahteval je, da Atene priznajo neodvisnost zaveznic, zagrozil je, da bo Perzija poslala 200 trirem proti Atenam. Atene so se morale odreči vojni in zapustiti konfederacijo, vedno bolj so bile oslabljene in s tem je bilo konec atenske nadvlade.

### Tebanska hegemonija – začasna in brez prihodnosti

#### 5. st. pr. n. št. Beocijska konfederacija (447–386 pr. n. št.)
To ni bil prvi poskus tebanske nadvlade, Tebe so bile najpomembnejše mesto Beocije in središče prejšnje konfederacije iz leta 447, ki se je ponovno uprla leta 386.
Konfederacija iz 5. stoletja je znana iz papirusa, najdenega v Oksirinhu (Oksirinhijski papirusi). Tebe so vodile in vzpostavile sistem, v katerem so bili stroški razdeljeni med različna mesta konfederacije. Državljanstvo je bilo opredeljeno glede na bogastvo, Tebe so štele 11.000 dejavnih državljanov.
Konfederacija je bila razdeljena na 11 okrožij, od katerih vsaka zagotavlja zveznega sodnika, imenovanega "beotarh", določeno število članov sveta, 1000 hoplitov in 100 konjenikov. Od 5. st. pr. n. št. bi zveza lahko sestavila pehotno silo 11.000 moških, poleg elitnega korpusa in lahke pehote, ki je štela 10.000. Vendar je njihova resnična moč izhajala iz 1100 konjenikov pod vodstvom zveznega sodnika, neodvisnega od lokalnih poveljnikov. Imela je tudi majhno ladjevje, ki je sodelovalo v peloponeški vojni, tako da je zagotovilo 25 trirem za Šparto. Ob koncu spora je flota sestavljala 50 trirem in jo je vodil "navarh".
Vse to je pomenilo, da je pomembna sila, da so Špartanci z veseljem sprejeli, da bo beocijska konfederacija s kraljevim mirom ukinjena. Propad zveze ni trajal dolgo, v tridesetih letih so jo Tebanci (ki so izgubili Kadmejo v Šparti leta 382 pr. n. št.) preoblikovali.

#### Ponovna oživitev Teb
Pelopidas in Epaminondas sta v Tebah ustanovila demokratične organe, podobne kot so jih poznali v Atenah. Tebanci so oživili naslov "beotarh", izgubljen v perzijskem kraljevem miru, in z zmago pri Levktri in uničenjem špartanske moči sta dosegla svoj namen, to je obnovitev konfederacije. Epaminondas se je znebil Šparti naklonjenih oligarhov in jih nadomestil z demokrati, naklonjenimi Tebam, gradil mesta in obnovil številne uničene. Prav tako je podprl obnovo mesta Mesana, zahvaljujoč vdoru v Lakonijo, ki mu je omogočil, da je osvobodil helote in jim dodelil Mesano za glavno mesto.
Na koncu se je odločil, da bo sestavil majhne konfederacije po vsem Peloponezu, ki so sestavljale arkadijsko zvezo.

#### Spor med Atenami in Tebami
Beocijska zveza je bila močna, kar pojasnjuje težave Aten z njenimi zavezniki v drugi atenski zvezi. Epaminondu je uspelo prepričati rojake, da zgradijo floto s 100 triremami, da bi pritiskali na mesta, da zapustijo atensko zvezo in vstopijo v Beocijsko pomorsko zvezo. Epaminondas in Pelopidas sta prenovila tebansko vojsko z uvedbo novih in učinkovitejših sredstev za boj. Tebanska vojska je tako lahko preživela dan pred koalicijo drugih grških držav v bitki pri Levktri leta 371 pr. n. št. in bitki pri Mantineji leta 362 pr. n. št.
Šparta je še vedno ostala pomembna in močna. Nekatera mesta, povezana s Šparto, pa so se obrnila proti njej zaradi Teb. Leta 367 pr. n. št. sta Šparta in Atene k Artakserksu II., kralju Perzije, poslale odposlance, ki so si prizadevali, da bi Artakserks ponovno razglasil grško neodvisnost in enostranski skupen mir, tako kot je to storil že pred 20 leti. Špartanci  in Atenci so upali, da se bo zgodilo podobno kot takrat z novo izjavo o podobnem "kraljevem miru". Tebe pa so poslale Pelopida, da bi dosegel nasprotno. Pelopidas in tebanski diplomati se velikega kralja prepričali, da so Tebe in Beocijska zveza najboljši zastopniki perzijskih interesov v Grčiji in naj ne razglasi novega kraljevega miru. Tako so bili Atenci in Špartanci spet odvisni od lastnih sredstev. Tebe so medtem razširile svoj vpliv čez meje Beocije. Leta 364 pr. n. št. je Pelopidas v bitki pri Kinoskefalah v jugovzhodni Tesaliji v severni Grčiji premagal Aleksandra iz Fer. Med vojno je bil Pelopidas ubit. 
Leta 362 pr. n. št. je Epaminondas vodil tebansko vojsko proti koaliciji atenskih, špartanskih, elidskih, mantinejskih in ahajskih sil. Bitka se je odvijala pri Mantineji. Tebanci so zmagali, toda veselje je bilo kratko, ker je Epaminondas umrl v bitki.
Kljub zmagi Tebanci niso posegli na Peloponez. Ta dogodek se obravnava kot prelom v grški zgodovini. Ksenofont je končal svojo zgodovino grškega sveta na tej točki, leta 362 pred našim štetjem. Konec tega obdobja je bil še bolj zmeden od njegovega začetka. Grčiji ni uspelo in po mnenju Ksenofonta zgodovina grškega sveta ni več razumljiva.
Zamisel o hegemoniji je izginila. Od 362 pr. n. št. naprej ni bilo več nobenega mesta, ki bi lahko v Grčiji izvajalo hegemonsko moč. Špartanci so bili močno oslabljeni, Atenci niso mogli več upravljati svoje mornarice in po letu 365 niso imeli več zaveznic. Tebe so imele le kratkotrajno prevlado, lahko so premagovali Šparto in Atene, niso pa bil več pomembna sila v Mali Aziji.
Posredovale so tudi druge sile, kot je perzijski kralj, ki se je s tihim dogovorom imenoval za gospodarja grških mest. Ta položaj je okrepil spore in širile so se državljanske vojne v konfederalnem okviru, kar je bil sprožilec za vojne, ena vojna je pripeljala do druge, vsaka je bila daljša in  bolj krvava od prejšnje in tega ni bilo mogoče ustaviti. Sovražniki so celo pozimi leta 370 pr. n. št. vdrli v Lakonijo. 

### Vzpon Makedonije
Tebe so si prizadevale ohraniti svoje stališče, dokler jih ni končno zasenčila naraščajoča moč Makedonije leta 346 pr. n. št. Odločno vodstvo Makedonije se je začelo leta 359 pr. n. št., ko je Filip Makedonski postal regent za svojega nečaka Aminta. V kratkem času je bil Filip priznan kot kralj Filip II. Makedonski z nasledstvom prestola z lastnimi dediči. [59] Filip II. je med svojim vladanjem utrdil svojo oblast nad Makedonijo. To je bilo do leta 359 pr. n. št., ko se je Filip začel ukvarjati s širjenjem makedonskega vpliva v tujini. Sanje o vračanju slave Grčije z osvoboditvijo vseh grških dežel perzijske nadvlade je bilo že v tem zgodnjem obdobju živo. 
Pod Filipom II. (359–336 pr. n. št.) se je Makedonija razširila na ozemlje Pajonije, Trakije in Ilirije . Leta 358 pr. n. št. se je Filip združil z Epirom v svoji vojni proti Iiriji. Leta 357 pr. n. št. se je spopadel z Atenami, ko je osvojil tračansko pristaniško mesto Amfipolo, mesto ob izlivu reke Strimon vzhodno od Makedonije in glavno atensko trgovsko pristanišče. Osvojitev tega mesta je omogočilo Filipu, da si podredi celotno Trakijo. Leto kasneje leta 356 pr. n. št. so Makedonci napadli in osvojili atensko podeželsko mesto Pidna. Makedonska grožnja Atenam se je bližala. Z začetkom fokidske vojne leta 356 pr. n. št. je veliki atenski govornik in politični vodja vojne stranke Demosten postajal vse dejavnejši pri spodbujanju Aten, naj se močno borijo proti Filipovim ekspanzionističnim ciljem. Leta 352 je Demosten pogosto govoril proti makedonski grožnji in razglasil Filipa II. za največjega sovražnika Aten. Vodja atenske mirovne stranke je bil Fokion, ki se je želel izogniti spopadu, ki bi bil po njegovem mnenju katastrofa za Atene. Kljub Fokionovim poskusom, da zadrži vojaško stranko, so Atene v letih, ki so sledila, ostale v vojni z Makedonijo.  Pogajanja med Atenami in Filipom II. so se začela šele leta 346 pr. n. št. Atenci so uspešno ustavili Filipov vdor v Atiko pri Termopilah leta 352 pr. n. št., vendar je Filip premagal Fokido v bitki na Krokuškem polju. Spor med Makedonijo in vsemi mestnimi državami Grčije je prišel do vrhunca leta 338 pr. n. št. v bitki pri Hajroneji.
Makedonci so postali politično vpleteni v južne osrednje mestne države Grčije, hkrati pa so ohranili tudi arhaične poglede, ko so se vrnili v palačno kulturo, najprej v Ajgeji (moderna Vergina), nato v Peli, ki je bolj podobna kulturi Miken kot klasični mestni državi. V vojski je Filip prepoznal nov slog bojevanja – falango, ki sta jo Episkondas in Pilopidas uporabila v Tebah in ga je vključil v makedonsko vojsko. Filip II. je pripeljal tudi vojaškega mentorja Tebanca, da bi poučil prihodnjega Aleksandra Velikega o načinu bojevanja. 
Filipov sin Aleksander se je rodil v Peli (356–323 pr. n. št.). Filip II. je v Pelo pripeljal Aristotela, da je učil mladega Aleksandra. Poleg njegove matere Olimpije je Filip imel drugo ženo z imenom Kleopatra Evridika. Ta je imela hčerko Evropo in sina Karana. Karan je ogrozil Aleksandrovo nasledstvo. Kleopatra Evridika je bila Makedonka, zato je bil Karan čistokrven Makedonec. Olimpija je bila iz Epikurja, zato je Aleksander veljal za Polmakedonca.
Filip II. je bil umorjen na poroki hčerke Kleopatre Makedonske s kraljem Aleksandrom I. iz Epira leta 336 pr. n. št. Filipov sin, prihodnji Aleksander Veliki, je takoj zahteval makedonski prestol, tako da je odstranil vse kandidate za prestol, tudi Karana in njegovega bratranca Amita. Aleksander je bil star le dvajset (20) let, ko je prevzel prestol. 
Aleksander je nadaljeval očetove načrte, osvojiti je hotel celotno Grčijo. To je storil z vojaško močjo in prepričevanjem. Po njegovi zmagi nad Tebami je odšel v Atene, da bi se neposredno srečal z ljudmi. Kljub Demostenovim govorom proti makedonski grožnji v imenu atenske vojne stranke je bila javnost v Atenah še vedno zelo razdeljena med mirovno in vojno stranko. Aleksander je očaral atensko javnost. Okrepila se je mirovna stranka in dogovorjen je bil mir med Atenami in Makedonijo. To je omogočilo Aleksandru, da je premaknil svoje in za Grke dolgo trajajoče sanje osvajanja na vzhod z enotno in varno grško državo za hrbtom.
Leta 334 pr. n. št. je Aleksander z okoli 30.000 pehotnimi vojaki in 5000 konjeniki prečkal Helespont in prišel v Azijo. Nikoli se ni vrnil. Uspelo mu je na hitro razširiti makedonsko oblast ne le nad osrednjimi grškimi mestnimi državami, temveč tudi perzijskim cesarstvom, vključno z Egiptom, in pristal je na vzhodu na obrobju Indije. Uspelo mu je širiti grško kulturo.  Aleksander Veliki je umrl leta 323 pr. n. št. v Babilonu med svojim osvajalnim pohodom.
Klasično obdobje se konča po smrti Aleksandra Velikega leta 323 pr. n. št. in z razdrobljenostjo njegovega imperija, razdeljenega med diadohe , kar v glavah večine učenjakov zaznamuje začetek helenističnega obdobja.

## Umetnost
V povezavi z umetnostjo, arhitekturo in kulturo antične Grčije se je klasično obdobje včasih imenovalo helensko obdobje, ustrezalo je obdobju od 5. in 4. stoletja pred našim štetjem (najpogostejši datumi so padec zadnjega atenskega tirana leta 510 pr. n. št. in smrt Aleksandra Velikega leta 323 pr. n. št.). Klasično obdobje sledi arhaičnemu obdobju, temu pa helenistično obdobje.

## Zapuščina klasične Grčije
Zapuščina je močno zaznamovala porenesančno evropsko elito, ki se je videla kot duhovni dedič Grčije. Will Durant je leta 1939 napisal, da "razen strojev ni posvetne stvari v naši kulturi, ki ne bi prišla iz Grčije" in nasprotno "v grški civilizaciji ni ene stvari, ki ne bi osvetljevala  naše".  Tudi Marianna de Marzi je ugotovila, da je klasična grška misel vplivala na napredek zahodne civilizacije in napisala: "Globina znanja, pridobljenega v tem obdobju zgodovine v umetnosti, matematiki, glasbi in drugih vedah, je neprimerljiva s skoraj vsakim drugim poglavjem pri človekovem poizvedovanju."